# Justin Whitlock Dart Senior
Justin Whitlock Dart Senior (17. August 1907 in Evanston (Illinois) – 26. Januar 1984) war ein amerikanischer Geschäftsmann, oft als „Wunderkind“ der Arzneimittel-Industrie betrachtet. Während seiner College-Zeit spielte er Football für die Northwestern University.

## Leben
Dart heiratete einige Monate nach seinem Abschluss 1929 Ruth Walgreen. 1930 begann er im Unternehmen des Schwiegervaters Charles Walgreen, der Walgreens-Apotheken-Kette, als Lagerangestellter. Nach einem Jahr wurde er zum Präsident der 375 Geschäfte ernannt. Bei Walgreens führte er das Konzept der Platzierung der Arzneitheke im hinteren Teil der Apotheke ein, das nicht allein Privatsphäre für medizinische Anliegen schaffte, sondern auch die Kunden zwang, für mögliche Käufe an vielen Artikeln vorbei zu gehen. Zudem nahm er letztlich Fertigungsaufträge für Tupperware, Duracell und West Bend Housewares an.
Dart ließ sich 1939 von Ruth Walgreen scheiden und verließ das Walgreen-Unternehmen kurz darauf. 1943 wurde Dart Präsident der United Drug Company aus Boston. Die Kette arbeitete mit den Marken Liggett, Owl, Sonta und Rexall. Schon bald benannte Dart das Unternehmen in Rexall um. 1958 kaufte Rexall Tupperware. 1978, nach 35 Jahren, verkaufte Dart seinen Anteil an Rexall. Nicht lange danach sagte er „I would like my retirement and death to be simultaneous.“ In diesen Jahren hatte Dart Anteile von Avon, West Bend Housewares, Duracell, Ralph Wilson Plastics, Archer Glass und Hobart erworben, allgemein als Dart Industries bekannt.
1980 Dart verkaufte sein Unternehmen an Kraft Industries. Dart Industries verschmolz mit Kraft Foods. Dort war Dart Vorsitzender des geschäftsführenden Ausschusses.

## Tod
Dart kämpfte einige Jahre mit Herzproblemen und starb im Alter von 76 Jahren 1984 an Herzinsuffizienz.

## Presidential Medal of Freedom
Dart erhielt die Presidential Medal of Freedom posthum 1987.

## Familie
Dart und seine zweite Frau, die ehemalige Schauspielerin Jane Bryan (1918–2009), heirateten am 31. Dezember 1939 und waren bis an sein Lebensende 1984 verheiratet. Das Paar hatte drei Kinder. Dart war Demokrat gewesen und lernte durch Bryan Ronald Reagan kennen, woraufhin er seine Meinung änderte. Das Paar half ihren engen Freund und ehemaligen Gouverneur von Kalifornien (Reagan) zu überzeugen, sich 1980 um die Präsidentschaft der Vereinigten Staaten zu bewerben.
Einer der beiden Söhne aus erster Ehe ist Justin Whitlock Dart Junior; er war ein Fürsprecher von Behinderten. 1989 wurde Dart Jr. von Präsident George H. W. Bush zum Committee on Employment of People with Disabilities des Präsidenten berufen. Dart Jr. half auch bei der Verabschiedung des Americans with Disabilities Act 1990; er starb 2002 an den Folgen von Polio.